# Simulium falculatum
Simulium falculatum är en tvåvingeart som först beskrevs av Günther Enderlein 1929.  Simulium falculatum ingår i släktet Simulium och familjen knott. Inga underarter finns listade i Catalogue of Life.